# Shady Records
Shady Records ist ein US-amerikanisches Musiklabel, das von dem Rapper Eminem und seinem Manager Paul Rosenberg im Jahr 1999 gegründet wurde und ausschließlich Hip-Hop-Künstler unter Vertrag nimmt. Der Name leitet sich von Eminems künstlerischem Alter Ego Slim Shady ab. Shady Records ist eng verbunden mit Interscope und Dr. Dres Label Aftermath Entertainment. Es gehört zur Universal Music Group. Insgesamt hat das Label über 100 Millionen verkaufte Alben vorzuweisen. Das erfolgreichste Album des Labels ist The Eminem Show mit weltweit mehr als 36 Millionen verkauften Exemplaren.

## Labelgeschichte
Mit Gründung des Labels 1999 wurde Eminems Rapgruppe D12 unter Vertrag genommen, die bisher zwei Alben über Shady Records veröffentlichte. Im Jahre 2000 folgte der Detroiter Rapper Obie Trice, der ebenfalls zwei Alben über das Label veröffentlichte. Zwei Jahre später wurde 50 Cent bei Shady Records unter Vertrag genommen. Dieser trug maßgeblich neben Eminem dazu bei, dass Shady Records zu einem der erfolgreichsten Hip-Hop-Labels der Welt wurde. Das Repertoire wurde von Eminem um seine eigene Mode-Linie namens Shady Collection erweitert. Kurz nach 50 Cent wurde Stat Quo 2003 unter Vertrag genommen. Dieser verließ das Label jedoch, ebenso wie der 2005 verpflichtete Bobby Creekwater, nach mehreren Jahren ohne Albenveröffentlichung, wieder.
2004 eröffnete Eminem den unzensierten Hip-Hop-Radiosender Shade45 auf Sirius XM (Sirius Satellite Radio), auf dem er selbst und die Rapper, die bei Shady Records unter Vertrag stehen, ebenso wie die DJs von Shady Records, Songs einspielen und kommentieren. Von 2006 bis 2011 war außerdem der Rapper Cashis, der lediglich eine EP über das Label herausbrachte, bei Shady Records unter Vertrag. Während Obie Trice 2008 das Label verließ, konnte man Anfang 2011 die Verpflichtung der Rapgruppe Slaughterhouse sowie des Rappers Yelawolf verkünden, welche mittlerweile jeweils ein Album über Shady Records veröffentlichten. Neben den Rappern stehen die Beatproduzenten Jeff Bass, Mr. Porter, Luis Resto und Rikanatti beim Label unter Vertrag.
Am 20. Februar 2014 gab 50 Cent bekannt, dass er nicht mehr bei Shady Records unter Vertrag steht.
Zum 15-jährigen Bestehen des Labels erschien am 24. November 2014 das Kompilationsalbum Shady XV, auf dem neben Best-of Singles auch neues Material von Eminem, D12, Yelawolf, Slaughterhouse und Bad Meets Evil enthalten ist.
Am 3. März 2017 gab Shady Records bekannt, das Label Griselda Ink als Sublabel anzunehmen und damit die Rapper Westside Gunn und Conway unter Vertrag zu nehmen. Zudem wurde am 11. Oktober 2017 der Rapper Boogie aus Compton unter Vertrag genommen.

## Künstler

### Rapper
- Eminem (Gründer)
- Bad Meets Evil (seit 2011)
- Westside Boogie (seit 2017)
- Grip (seit 2021)
- Ez Mil (seit 2023)

### DJs und Produzenten
- Jeff Bass
- Mr. Porter
- Luis Resto

## Ehemalige Künstler
- D12 (1999–2018)
- Obie Trice (2000–2008)
- 50 Cent (2002–2014)
- Stat Quo (2003–2008)
- Bobby Creekwater (2005–2009)
- Cashis (2006–2011)
- Slaughterhouse (2011–2018)
- Yelawolf (2011–2019)
- Westside Gunn (2017–2020)
- Conway the Machine (2017–2021)

## Alben
| Jahr | Titel Interpretation                           | Höchstplatzierung, Gesamtwochen, AuszeichnungChartplatzierungen (Jahr, Titel, Interpretation, Platzierungen, Wochen, Auszeichnungen, Anmerkungen) | Höchstplatzierung, Gesamtwochen, AuszeichnungChartplatzierungen (Jahr, Titel, Interpretation, Platzierungen, Wochen, Auszeichnungen, Anmerkungen) | Höchstplatzierung, Gesamtwochen, AuszeichnungChartplatzierungen (Jahr, Titel, Interpretation, Platzierungen, Wochen, Auszeichnungen, Anmerkungen) | Höchstplatzierung, Gesamtwochen, AuszeichnungChartplatzierungen (Jahr, Titel, Interpretation, Platzierungen, Wochen, Auszeichnungen, Anmerkungen) | Höchstplatzierung, Gesamtwochen, AuszeichnungChartplatzierungen (Jahr, Titel, Interpretation, Platzierungen, Wochen, Auszeichnungen, Anmerkungen) | Anmerkungen                                                                                    |
| Jahr | Titel Interpretation                           | DE | AT | CH | UK | US | Anmerkungen                                                                                    |
| ---- | ---------------------------------------------- | --- | --- | --- | --- | --- | ---------------------------------------------------------------------------------------------- |
| 2001 | Devils Night D12                               | DE5 (18 Wo.)DE | AT12 (13 Wo.)AT | CH7 (13 Wo.)CH | UK2 Platin · (23 Wo.)UK | US1 Platin · (22 Wo.)US | Erstveröffentlichung: 18. Juni 2001 Verkäufe: + 4.000.000                                      |
| 2002 | The Eminem Show Eminem                         | DE1 ×3Dreifachplatin · (… Wo.)DE | AT1 ×2Doppelplatin · (166 Wo.)AT | CH1 ×3Dreifachplatin · (196 Wo.)CH | UK1 ×7Siebenfachplatin · (158 Wo.)UK | US1 ×2Diamant + Doppelplatin · (443 Wo.)US | Erstveröffentlichung: 27. Mai 2002 Verkäufe: + 36.878.000; EU: 5× Platin                       |
| 2002 | 8 Mile (Soundtrack) Various Artists            | DE1 Platin · (32 Wo.)DE | AT2 (29 Wo.)AT | CH3 Platin · (39 Wo.)CH | UK1 ×2Doppelplatin · (49 Wo.)UK | US1 ×6Sechsfachplatin · (32 Wo.)US | Erstveröffentlichung: 28. Oktober 2002 Verkäufe: + 11.000.000; Soundtrack-Album; EU: 2× Platin |
| 2003 | Get Rich or Die Tryin’ 50 Cent                 | DE4 Gold · (59 Wo.)DE | AT16 (30 Wo.)AT | CH8 Platin · (140 Wo.)CH | UK2 ×4Vierfachplatin · (235 Wo.)UK | US1 ×9Neunfachplatin · (258 Wo.)US | Erstveröffentlichung: 6. Februar 2003 Verkäufe: + 15.600.000; EU: 2× Platin                    |
| 2003 | Cheers Obie Trice                              | DE63 (3 Wo.)DE | — | CH36 (6 Wo.)CH | UK11 Gold · (8 Wo.)UK | US5 Gold · (22 Wo.)US | Erstveröffentlichung: 22. September 2003 Verkäufe: + 1.000.000                                 |
| 2003 | The Singles Eminem                             | — | — | — | — | — | Erstveröffentlichung: 12. Dezember 2003 Kompilation                                            |
| 2004 | D12 World D12                                  | DE2 Gold · (21 Wo.)DE | AT5 (20 Wo.)AT | CH3 (19 Wo.)CH | UK1 Platin · (22 Wo.)UK | US1 ×2Doppelplatin · (28 Wo.)US | Erstveröffentlichung: 26. April 2004 Verkäufe: + 4.000.000                                     |
| 2004 | Encore Eminem                                  | DE1 ×3Dreifachgold · (38 Wo.)DE | AT2 Platin · (23 Wo.)AT | CH1 Platin · (21 Wo.)CH | UK1 ×4Vierfachplatin · (43 Wo.)UK | US1 ×5Fünffachplatin · (54 Wo.)US | Erstveröffentlichung: 12. November 2004 Verkäufe: + 21.000.000; EU: 2× Platin                  |
| 2005 | The Massacre 50 Cent                           | DE1 ×2Doppelplatin · (39 Wo.)DE | AT2 Platin · (32 Wo.)AT | CH2 Platin · (46 Wo.)CH | UK1 ×2Doppelplatin · (41 Wo.)UK | US1 ×6Sechsfachplatin · (57 Wo.)US | Erstveröffentlichung: 3. März 2005 Verkäufe: + 11.250.000; EU: Platin                          |
| 2005 | Curtain Call: The Hits Eminem                  | DE7 ×5Fünffachgold · (43 Wo.)DE | AT5 Platin · (28 Wo.)AT | CH5 Gold · (37 Wo.)CH | UK1 ×11Elffachplatin · (… Wo.)UK | US1 Diamant · (… Wo.)US | Erstveröffentlichung: 2. Dezember 2005 Verkäufe: + 15.605.000; Kompilation; EU: 2× Platin      |
| 2006 | Second Round’s on Me Obie Trice                | — | — | CH31 (3 Wo.)CH | UK46 (2 Wo.)UK | US8 (8 Wo.)US | Erstveröffentlichung: 15. August 2006 Verkäufe: + 500.000                                      |
| 2006 | Eminem Presents: The Re-Up Various Artists     | DE15 (10 Wo.)DE | AT12 (10 Wo.)AT | CH9 Gold · (13 Wo.)CH | UK3 Gold · (25 Wo.)UK | US2 Platin · (21 Wo.)US | Erstveröffentlichung: 1. Dezember 2006 Verkäufe: + 2.000.000; Label-Sampler                    |
| 2007 | The County Hound EP Cashis                     | — | — | — | — | US106 (2 Wo.)US | Erstveröffentlichung: 22. Mai 2007 EP                                                          |
| 2007 | Curtis 50 Cent                                 | DE2 Gold · (10 Wo.)DE | AT4 Gold · (10 Wo.)AT | CH1 (15 Wo.)CH | UK2 Platin · (12 Wo.)UK | US2 Gold · (27 Wo.)US | Erstveröffentlichung: 11. September 2007 Verkäufe: + 3.450.000                                 |
| 2009 | Relapse Eminem                                 | DE2 Gold · (20 Wo.)DE | AT2 Gold · (17 Wo.)AT | CH2 Platin · (24 Wo.)CH | UK1 ×2Doppelplatin · (28 Wo.)UK | US1 ×3Dreifachplatin · (90 Wo.)US | Erstveröffentlichung: 15. Mai 2009 Verkäufe: + 9.130.000                                       |
| 2009 | Before I Self Destruct 50 Cent                 | DE36 (2 Wo.)DE | AT41 (4 Wo.)AT | CH13 (7 Wo.)CH | UK22 Silber · (6 Wo.)UK | US5 Gold · (20 Wo.)US | Erstveröffentlichung: 16. November 2009 Verkäufe: + 1.250.000                                  |
| 2009 | Relapse: Refill Eminem                         | DE*DE | AT*AT | CH*CH | UK*UK | US*US | Erstveröffentlichung: 21. Dezember 2009 Re-Release; * siehe Relapse                            |
| 2010 | Recovery Eminem                                | DE2 ×3Dreifachgold · (35 Wo.)DE | AT1 ×2Doppelplatin · (34 Wo.)AT | CH1 Platin · (44 Wo.)CH | UK1 ×4Vierfachplatin · (62 Wo.)UK | US1 ×8Achtfachplatin · (322 Wo.)US | Erstveröffentlichung: 18. Juni 2010 Verkäufe: + 20.000.000; EU: Platin                         |
| 2011 | Hell: The Sequel Bad Meets Evil                | DE20 (9 Wo.)DE | AT23 (5 Wo.)AT | CH5 (16 Wo.)CH | UK7 Gold · (20 Wo.)UK | US1 Gold · (41 Wo.)US | Erstveröffentlichung: 13. Juni 2011 Verkäufe: + 1.000.000; EP                                  |
| 2011 | Radioactive Yelawolf                           | — | — | CH91 (1 Wo.)CH | — | US27 (16 Wo.)US | Erstveröffentlichung: 21. November 2011 Verkäufe: + 200.000                                    |
| 2012 | Welcome to: Our House Slaughterhouse           | — | — | CH76 (1 Wo.)CH | UK33 (1 Wo.)UK | US2 (6 Wo.)US | Erstveröffentlichung: 27. August 2012 Verkäufe: + 150.000                                      |
| 2013 | The Marshall Mathers LP 2 Eminem               | DE1 ×3Dreifachgold · (22 Wo.)DE | AT1 ×2Doppelplatin · (16 Wo.)AT | CH1 Platin · (24 Wo.)CH | UK1 ×2Doppelplatin · (71 Wo.)UK | US1 ×4Vierfachplatin · (189 Wo.)US | Erstveröffentlichung: 5. November 2013 Verkäufe: + 10.750.000                                  |
| 2014 | Shady XV Various Artists                       | DE8 (5 Wo.)DE | AT13 (3 Wo.)AT | CH7 (5 Wo.)CH | UK5 (16 Wo.)UK | US3 Gold · (13 Wo.)US | Erstveröffentlichung: 24. November 2014 Verkäufe: + 250.000                                    |
| 2015 | Love Story Yelawolf                            | DE51 (2 Wo.)DE | AT39 (1 Wo.)AT | CH13 (3 Wo.)CH | UK25 (2 Wo.)UK | US3 Gold · (12 Wo.)US | Erstveröffentlichung: 21. April 2015 Verkäufe: + 500.000                                       |
| 2015 | Southpaw (Soundtrack) Various Artists          | DE61 (2 Wo.)DE | AT70 (1 Wo.)AT | CH43 (2 Wo.)CH | — | US5 (9 Wo.)US | Erstveröffentlichung: 24. Juli 2015                                                            |
| 2017 | Best of 50 Cent 50 Cent                        | — | — | — | UK31 Platin · (… Wo.)UK | US135 (9 Wo.)US | Erstveröffentlichung: 31. März 2017 Verkäufe: + 350.000; Kompilation                           |
| 2017 | Trial by Fire Yelawolf                         | — | — | CH76 (1 Wo.)CH | — | US42 (1 Wo.)US | Erstveröffentlichung: 27. Oktober 2017                                                         |
| 2017 | Revival Eminem                                 | DE2 Gold · (22 Wo.)DE | AT2 Platin · (19 Wo.)AT | CH1 (23 Wo.)CH | UK1 Platin · (36 Wo.)UK | US1 Platin · (31 Wo.)US | Erstveröffentlichung: 15. Dezember 2017 Verkäufe: + 3.510.000                                  |
| 2018 | Kamikaze Eminem                                | DE2 Gold · (26 Wo.)DE | AT1 Platin · (26 Wo.)AT | CH1 (39 Wo.)CH | UK1 Platin · (55 Wo.)UK | US1 Platin · (73 Wo.)US | Erstveröffentlichung: 31. August 2018 Verkäufe: + 5.327.000                                    |
| 2019 | Everything’s for Sale Boogie                   | — | — | — | — | US28 (2 Wo.)US | Erstveröffentlichung: 25. Januar 2019                                                          |
| 2019 | Trunk Muzik 3 Yelawolf                         | — | — | CH60 (1 Wo.)CH | — | US28 (1 Wo.)US | Erstveröffentlichung: 29. März 2019                                                            |
| 2019 | WWCD Westside Gunn, Conway & Benny the Butcher | — | — | — | — | — | Erstveröffentlichung: 29. November 2019                                                        |
| 2020 | Music to Be Murdered By Eminem                 | DE2 Gold · (28 Wo.)DE | AT1 Platin · (38 Wo.)AT | CH1 (44 Wo.)CH | UK1 Platin · (44 Wo.)UK | US1 Platin · (121 Wo.)US | Erstveröffentlichung: 17. Januar 2020 Verkäufe: + 5.591.000                                    |
| 2020 | Who Made the Sunshine Westside Gunn            | — | — | — | — | — | Erstveröffentlichung: 2. Oktober 2020                                                          |
| 2020 | Music to Be Murdered By – Side B Eminem        | DE*DE | AT*AT | CH*CH | UK*UK | US*US | Erstveröffentlichung: 18. Dezember 2020 Re-Release; * siehe Music to Be Murdered By            |
| 2021 | I Died for This!? Grip                         | — | — | — | — | — | Erstveröffentlichung: 27. August 2021                                                          |
| 2022 | God Don’t Make Mistakes Conway                 | — | — | — | — | US175 (1 Wo.)US | Erstveröffentlichung: 25. Februar 2022                                                         |
| 2022 | More Black Superheroes Westside Boogie         | — | — | — | — | — | Erstveröffentlichung: 17. Juni 2022                                                            |
| 2022 | Curtain Call 2 Eminem                          | DE9 (4 Wo.)DE | AT11 (2 Wo.)AT | CH8 (7 Wo.)CH | UK3 Platin · (… Wo.)UK | US6 (59 Wo.)US | Erstveröffentlichung: 5. August 2022 Verkäufe: + 1.395.000; Kompilation                        |
| 2023 | Duality: Redux Ez Mil                          | — | — | — | — | — | Erstveröffentlichung: 11. August 2023                                                          |
| 2024 | The Death of Slim Shady (Coup de Grâce) Eminem | DE2 (23 Wo.)DE | AT1 (19 Wo.)AT | CH1 (19 Wo.)CH | UK1 Gold · (25 Wo.)UK | US1 (… Wo.)US | Erstveröffentlichung: 12. Juli 2024 Verkäufe: + 235.000                                        |